# Luka Čotar
Pour les articles homonymes, voir Cotar.
Luka Čotar, né le 21 avril 1996, est un coureur cycliste slovène.

## Palmarès
- 2014
  -  Champion de Slovénie sur route juniors
- 2017
  - 2e de Croatie-Slovénie
- 2021
  - 3e du championnat de Slovénie de vitesse par équipes

## Classements mondiaux
| Année           | 2017 |
| --------------- | ---- |
| UCI Europe Tour | 869e |